# Māris Gulbis (koszykarz)
Māris Gulbis (ur. 4 października 1985 w Rydze) – łotewski koszykarz, występujący na pozycjach niskiego lub silnego skrzydłowego, reprezentant kraju, aktualnie zawodnik VEF Ryga.

## Osiągnięcia
Stan na 19 maja 2022, na podstawie, o ile nie zaznaczono inaczej.

### Drużynowe
- Mistrz:
  - ligi łotewsko-estońskiej (2019, 2022)
  - Łotwy (2014, 2018)
- Wicemistrz:
  - Ligi Bałtyckiej (2015)
  - Łotwy (2005, 2009, 2011, 2015, 2017, 2019, 2021)
- Brązowy medalista mistrzostw:
  - Ligi Bałtyckiej (2010)
  - Litwy (2010)
  - Łotwy:
    - 2004, 2007, 2016, 2020
    - juniorów (2003)
- Zdobywca Pucharu Łotwy (2022)
- Finalista Challenge Cup Ligi Bałtyckiej (2008, 2009)
- Uczestnik międzynarodowych rozgrywek:
  - Eurocup (2006/2007, 2014/2015)
  - Ligi Mistrzów FIBA (2016–2020)
  - FIBA Europe Cup (2015/2016, 2017/2018, 2019/2020)
  - EuroChallenge (2010/2011, 2013/2014)

### Indywidualne
- MVP:
  - miesiąca Ligi Batyckiej (grudzień 2012)
  - kolejki ligi łotewsko-estońskiej (2x – 2020/2021)
- Najlepszy rezerwowy ligi łotewskiej (2017)
- Uczestnik meczu gwiazd ligi łotewskiej LBL (2007, 2010, 2013, 2016)
- Lider:
  - strzelców Ligi Bałtyckiej BBL (2013)
  - ligi łotewskiej skuteczności rzutów za 3 punkty (2016)

### Reprezentacja
Seniorska
- Uczestnik kwalifikacji:
  - do mistrzostw Europy (2020)
  - europejskich do mistrzostw świata (2021)

Młodzieżowa
- Uczestnik mistrzostw Europy U–20 (2004 – 7. miejsce, 2005 – 7. miejsce)